# Drew Brees
Andrew Cristopher "Drew" Brees, född 15 januari 1979 i Austin, Texas, USA, är en amerikansk fotbollsspelare (quarterback) för New Orleans Saints i NFL. Brees höll rekordet för flest passningsyards under en säsong (5 476 yards 2011) tills det slogs av Peyton Manning (5477 yards 2013), han har spelat åtta Pro Bowls, har vunnit Super Bowl en gång (2010) där han dessutom korades till matchens spelare.
Brees började sin fotbollskarriär på Westlake High School i Austin i Texas och blev delstatsmästare efter en obesegrad säsong 1996. Totalt kastade han 50 touchdowns under sin tid på High School.[källa behövs] År 2001 erhöll han Maxwell Award.
Brees studerade vid Purdue University och spelade 2001 års Rose Bowl med Purdue Boilermakers. När han utexaminerades från universitetet 2001 hade han satt rekord i Big Ten Conference för mest passade yards (11 792), flest touchdownpassningar (90) och totala offensiva yards (12 693).
År 2001 draftades Brees som 32:a totalt av San Diego Chargers. Där spelade han bara fram till 2005, då Chargers valde att satsa på quarterbacken Phillip Rivers. Säsongen 2006 var hans första i Saints. Höjdpunkten i karriären kom 2010, då han vann Superbowl.
Brees var omslagsperson på TV-spelet Madden NFL 11.

## Klubbar
- San Diego Chargers (2001–2006)[2]
- New Orleans Saints (2006–2021)[2]